# 小行星9173
小行星9173（9173 Viola Castello）是一颗围绕太阳公转的小行星。1989年10月4日，亨利·德波鸿诺在拉西拉天文台发现了此天体。
这颗小行星的绝对星等为256.88111等。